# Willem van Saeftinghe
Willem van Saeftinghe était un frère convers de l'abbaye cistercienne de Ter Doest vivant au XIVe siècle. Il est surtout connu pour ses faits d'armes et semble avoir été templier avant de devenir cistercien.

## La bataille des éperons d'or
Pendant la bataille des éperons d'or en 1302, il désarçonna le capitaine de l'armée française, Robert II d'Artois, qui fut ensuite tué par d'autres. Cette phase de la bataille a été l'objet d'une toile de Nicaise de Keyser, exposée à Courtrai jusqu'à ce qu'elle fût perdue lors d'un bombardement en 1944. On peut encore en voir une étude au Groeningemuseum de Courtrai. Il tua pendant la bataille plusieurs chevaliers français. Les chroniqueurs de l'époque insistent sur le fait qu'il était grand et fort. Il était arrivé sur le champ de bataille à cheval, avant d'échanger sa monture pour un goedendag et une épée.

## La révolte des convers de Ter Doest

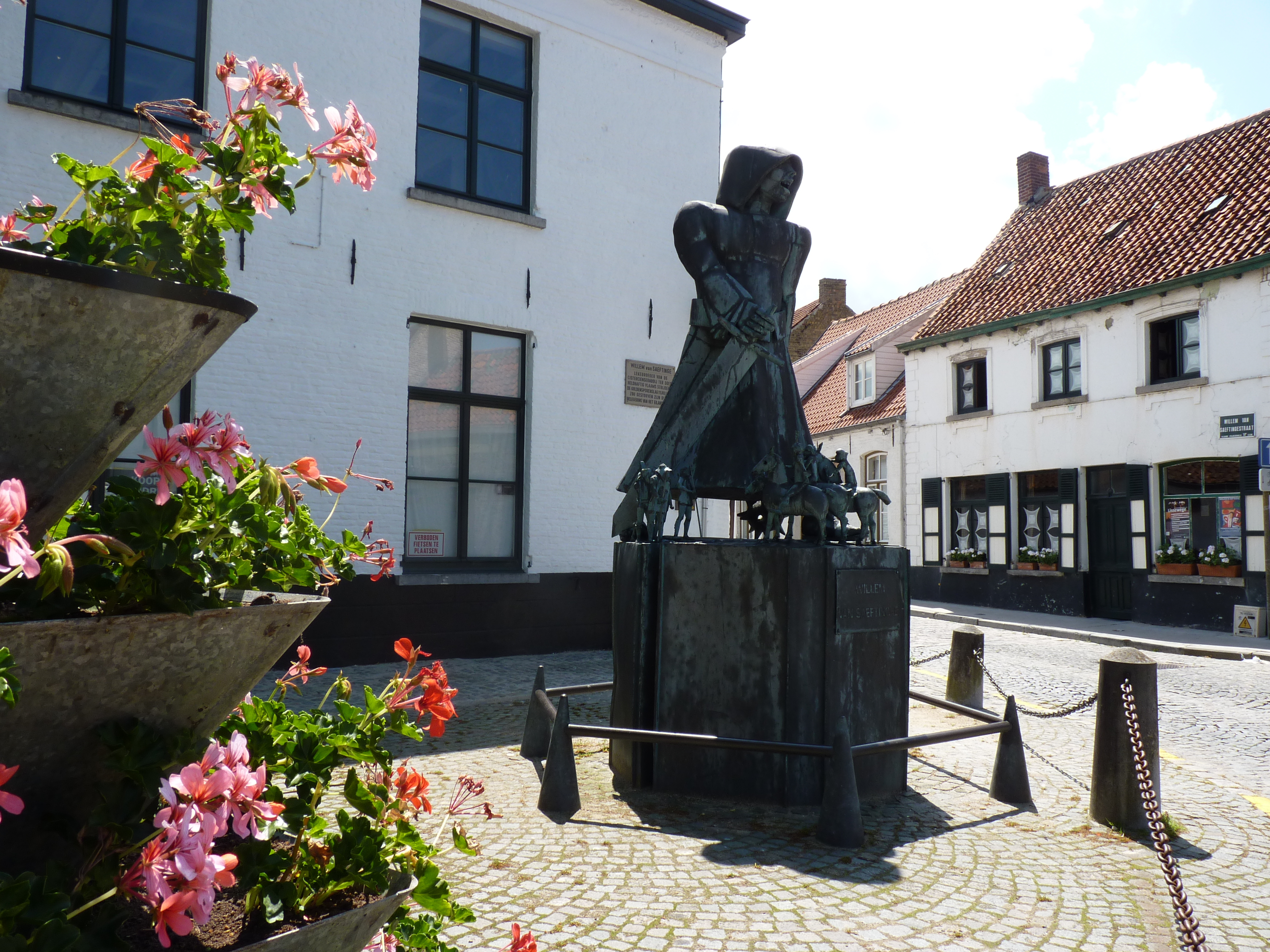
Statue (moderne) de Willem van Saeftinghe, à Lissewege (Jef Claerhout).

De tempérament fougueux il mena la révolte des frères convers de l'abbaye de Ter Doest, en 1308 durant laquelle le père abbé fut blessé et le cellérier perdit la vie. Face aux partisans de l'abbé, Willem se réfugia dans l'église de  Lissewege. Lorsque la nouvelle atteint Bruges, Jan Breydel et un fils de Pieter de Coninck se mirent en route avec 80 autres Brugeois pour le délivrer. Excommunié et en fuite - mais repentant - il obtient du pape Clément V que l'excommunication soit levée (1309). Comme condition, le pape lui impose d'aller se battre 'pour la bonne cause', en Terre sainte. En Terre sainte il s'engage comme chevalier dans un ordre hospitalier. Il aurait péri lors du siège de Rhodes.

## Notoriété
Une statue en bronze de lui de Jef Claerhout se trouve depuis 1988 sur la place de Lissewege.